# Bela, Železna Kapla - Bela
Bela (nemško Vellach, tudi Bad Vellach) je naselje ob cesti proti prelazu Jezerski vrh na Koroškem v Avstriji.
Bela leži 8 km južno od Železne Kaple ob cesti, ki pelje čez Jezerski vrh. Kraj je razloženo naselje z okoli 350 prebivalci ter zadnje naselje v koncu doline Bele, ki se sklene v Belski Kočni pod Savinjskim sedlom (2001 mnm), najjužnejši točki avstrijskega državnega ozemlja. V kraju je manjše letovišče s slatinskim kopališčem (alkalno železova slatina) in mirnno gozdnato visokogorno okolico. Vzhodno nad vasjo je razgledna izletniška točka Elsafelsen (1229 mnm). Okoli 1 km proti severu stoji onkraj potoka Bela nasproti ceste 5 m visoka gladka skala s fresko sv. Krištofa (Krištofova peč, nem. Christophorus Felsen) nad njo pa 909 m visok slikovit skalnat stolp. Zraven stoji domačija kmeta Spodnji Pavlič (nem. Pauulitschvilla). Tu se od ceste, ki pelje proti prelazu Jezerski vrh odcepi stranska cesta proti mejnemu prehodu na Pavličevem sedlu.